# موسيقى شمال إفريقيا
ساهمت شمال إفريقيا بشكل كبير في الموسيقى الشعبية، وخاصة الموسيقى الكلاسيكية المصرية إلى جانب الجيل, المزود, الأشويق، القناوي, والراي الجزائري والشعبي (أغان معروفة عالميًا مثل "يا رايح" - دحمان الحراشي أو عايشة - الشاب خالد). يطلق على المنطقة الواسعة أحيانًا اسم المغرب العربي (باستثناء مصر)، ويستخدم مصطلح الموسيقى المغاربية. تكثر الموسيقى الشعبية، على الرغم من الإدانة والقمع المتكررة من الحكومات، الموجودة في أشكال متعددة في جميع أنحاء المنطقة.
الموسيقى الأندلسية مؤثرة بشكل خاص، ويتم عزفها بأشكال مختلفة على نطاق واسع في جميع أنحاء المنطقة. قدمت هذه الموسيقى من الأندلس في القرن الخامس عشر، بعد أن طردت إسبانيا المور من تلك المقاطعة واندمجت مع الطبوع المحلية. كان الغزو الإسباني لشبه الجزيرة الإيبيرية المسلمة مستمراً لبعض الوقت، وأدى إلى هجرة العديد من المسلمين الأيبريين، الذين كانوا هم أنفسهم منحدرين من أناس عبر البحر الأبيض المتوسط، إلى شمال إفريقيا. جلب هؤلاء الناس معهم تقليدًا حيويًا نشأ عن اندماج أنواع مختلفة من الموسيقى الإسلامية من بغداد وإسطنبول ومصر وأماكن أخرى.[بحاجة لمصدر] وأشهر المشتقات لهذا الأسلوب هي المدارس الأندلسية الثلاث في الجزائر: الصنعة في العاصمة, الغرناطي في تلمسان والمالوف في قسنطينة.

## أنظر أيضاً
- موسيقى عربية
- الموسيقى في الإسلام